# Joaquín Elío
Pour les articles homonymes, voir Elio (homonymie).
Joaquín Elío (1806 - 1876), Ier Duc d'Elío (es),  est un militaire espagnol, ayant combattu lors des guerres carlistes.

## Biographie

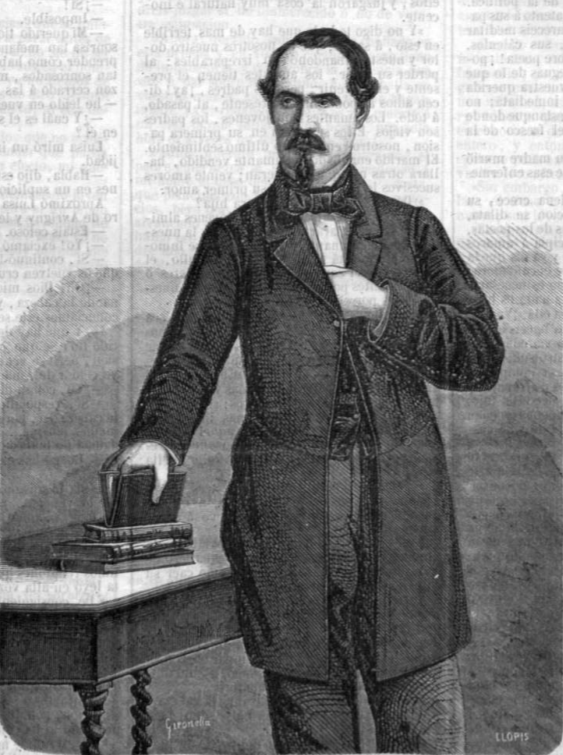
Le général en 1860

Né le 19 août 1806 à Pampelune, il est le fils Joaquín Elío y Olóndriz, et le neveu du général Francisco Javier Elío y Olóndriz. Dès l'âge de douze ans, il intègre l'armée, en tant que cadet d'infanterie, près de son oncle à Valence.
En 1835, il rejoint les rangs carlistes lors de la Première Guerre Carliste. Il intègre l'armée de Tomás de Zumalacárregui, et devient colonel au 8e régiment de Navarre, puis général de brigade en 1836. Lors de l'Expédition Royale (es), il est le chef d'état-major du général Juan Antonio de Zaratiegui (es). Après la bataille de Retuerta de 1837, il est fait maréchal.
En 1848, lors de la seconde Guerre Carliste, il est chargé de soulever la Navarre mais échoue. On le retrouve alors au soulèvement carliste de Sant Carles de la Ràpita en 1860, puis lors de la troisième guerre carliste, entre 1872 et 1876, à la tête de l'armée du Nord. Il obtient alors le titre de Ier Duc d'Elío (es). Il a alors Álvaro de Maldonado pour assistant.
Il meurt en exil à Pau, en France, le 26 janvier 1876, avant la fin de la guerre.

## Source
- (es) Cet article est partiellement ou en totalité issu de l’article de Wikipédia en espagnol intitulé « Joaquín Elío » (voir la liste des auteurs).